# Північна семирічна війна
Північна семирічна війна (також Скандинавська семирічна війна) (1563–1570) — війна між Швецією та коаліцією Данії, Любека й Польщі. Воєнні дії тривали до виснаження сил противників. Щецинський мир відновив положення, що передувало початку війни, жодна зі сторін не отримала нових територій.

## Міжнародна обстановка
Кальмарська унія, оформлена з 1397 року та ліквідована 1523, розпалась в результаті повстання Швеції проти данського панування. Успішні повстання 1471 року під керівництвом представників дворянських родів Стуре та Бунде привели до відновлення незалежності Швеції до 1503 року. Проте 1520 данський король Кристіан II легко повернув Швецію під владу Данії та влаштував криваву розправу над повстанцями. Близько ста дворян та відомих городян Стокгольма були страчені під час так званої Стокгольмської кривавої лазні 1520 року, а тіло померлого незадовго до того регента Стена Стуре Молодшого було викопано та спалено (його було звинувачено у єресі). Невиправдану жорстокість засудив папа римський, вона викликала одразу навіть у данців, й після повернення на батьківщину Кристіан II був усунутий з трону данськими дворянами. На його місце зійшов Фредерік I, він був коронований у березні 1523 року.
У Швеції вакуум влади у поєднанні з заколотом у Данії проти Кристіана II надав можливість Густаву Вазі за підтримки селян і ганзейських міст Любек і Данціг зміцнити контроль над країною й отримати трон у червні 1523 року.
Швеція 1523 була ще слабкою, доступ на хзахід був фактично заблокованим Данією та Норвегією, які продовжували входити до Кальмарської унії, доступ до Північного моря було обмежено 20-кілометровою смугою поблизу протоки Каттегат, біля фортеці Ельвсборг (швед. Älvsborg, неподалік від сучасного Гетеборга); Балтійське море перебувало під контролем Данії, що обмежувало можливості шведського флоту.
Густав Ваза змінив військову структуру у Швеції, що спочатку не дало негайних результатів, проте вчинило значний вплив на подальший розвиток подій. 1544 він використав для створення першої європейської регулярної армії старовинне право набрати у разі надзвичайної ситуації групу чоловіків від кожного округу. Військовики були у резерві, перебуваючи у мирний час удома, але були зобов'язані брати участь у військових зборах і тренуваннях. Та система згодом була розширена. До 1560 року, коли Густав Ваза помер, кожні десять селян надали одну особу для служби й участі у військових кампаніях як удома, так і за кордоном.

## Передумови

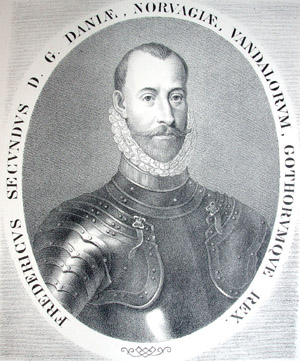
Фредерік II (1534–1588), король Данії та Норвегії 1559–1588

Причини початку війни приписуються головним чином невдоволенню Данії розвалом Кальмарської унії. Таке невдоволення проявилось кілька разів під час правління Густава Вази, наприклад, данський король Кристіан III включив традиційний шведський знак розрізнення у вигляді трьох корон до свого власного гербу. У Швеції це розглядалось як іще одне зазіхання з боку Данії.
Ці та інші події створили значні суперечності між країнами, особливо після смерті Густава Вази та Кристіана III. В обох країнах на престол зійшли молоді й цілеспрямовані монархи — Ерік XIV у Швеції та Фредерік II у Данії.
Ерік XIV на початку свого правління перешкоджав планам Данії завоювати Естонію. У лютому 1563 року представники Еріка вирушили до Гессена для перемовин про шлюб з принцесою Кристіною. Посланці були затримані у Копенгагені. Ерік XIV додав знаки розрізнення Данії та Норвегії до свого власного герба та відхилив вимоги їх прибрати. Любек, невдоволений обмеженнями, які запровадив Ерік XIV, приєднався до Данії як союзник. Невдовзі до війни вступила Польща, яка прагнула здобути контроль над торгівлею у Балтійському морі.

## Початок війни
Перші військові дії почались у травні 1563 року. Данський флот під командуванням Якоба Брокенхуса (дан. Jakob Brockenhuus) увійшов до Балтійського моря. Хоч війна не була офіційно оголошена, поблизу острова Борнгольм він атакував шведську флотилію під командою Якоба Багге (швед. Jakob Bagge). Перемогу здобула шведська сторона.
До Ростока для проведення мирних перемовин вирушили німецькі емісари, проте шведська делегація не прибула на зустріч. 13 серпня 1563 Данія та Любек оголосили війну Швеції. Того ж місяця Фредерік II атакував Ельвсборг. На початку війни данці висунулись з області Галланд із 25-тисячною армією професійних найманців і 4 вересня, після трьох днів бомбардування й шестигодинного штурму, захопили Ельвсборг.
Завдяки захопленню Данія відрізала Швецію від Північного моря, блокуючи вкрай важливі поставки солі. Ерік XIV атакував Гальмстад, але безрезультатно — шведська контратака була відбита професійною данською армією.
Після морської битви 11 вересня поблизу острова Еланд настало тимчасове затишшя.

## Дії на суші
1564 Швеція захопила норвезькі провінції Ємтланд, Гер'єдален і Треннелаг, включаючи місто Тронгейм. Погане поводження з місцевими жителями спричинило зміну ставлення до шведів, їм почали чинити опір. Вигнані з Треннелагу (норв. Trøndelag), шведи продовжували утримувати Ємтланд і Гер'єдален. Ті провінції згодом були повернуті норвезькими силами.
Данська наймана армія переважала шведську селянську у всьому, окрім одного — вони бились лише тоді, коли їм платили. Оскільки лише частина данської армії була готова йти у бій, Данія відмовилась від планів захопити фортецю Кальмар і зосередилась на атаці на Стокгольм. У серпні Ерік XIV напав та окупував данську провінцію Блекінге, проте данцям удалось повернути її.

## Подальші битви
30 травня відбулась битва між шведським і данським флотами між островами Готланд та Еланд. Данським флотом командував адмірал Герлуф Тролле. Шведський командувач Якоб Багге потрапив у полон, але явного переможця не було виявлено. Новим командувачем став адмірал Август Клас Крістерссон Горн (бл. 1517—1565), й 14 серпня він розбив данський флот поблизу північного краю острова Еланд.
Горн атакував провінції Галланд і Сконе 1565 та здійснив кілька спроб атаки на провінцію Богуслен й місто Уддевалла. Данці підпалили Старий Ледесе у провінції Вестерйотланд. Вперше Ерік XIV узяв командування армією на себе, але знову передав його іншій особі, Нільсу Бойє, який 28 серпня захопив Варберг. Данська армія під командуванням Даніеля Рантцау 20 жовтня розбила шведів поблизу Аксторни (швед. Axtorna).
На морі справи у шведів просувались краще. Горн відтіснив дансько-любецький флот до узбережжя Німеччини, де його більша частина була знищена. Дещо згодом він узяв гору у битві поблизу узбережжя Мекленбургу, а 4 липня біля острова Борнгольм. Ті перемоги забезпечили шведам перевагу у Балтійському морі.
У січні 1566 року шведи невдало взяли в облогу фортецю Богус у провінції Богуслен. Даніель Рантцау перекинув свої сили до Вестерйотланду. В морі панували шведи, й Горн повернувся до збирання мита на Балтиці без жодного втручання данців. Ще одна морська битва відбулась 26 липня поблизу Еланда. Данський флот було цілком знищено під час шторму, й Горн був покликаний командувати військами на суші, де він помер 9 вересня.

## Дії шведів
Шведи вторглись до долини Естердал (норв. Østerdal), перетнули Гедмарк й окупували норвезьку територію. Вони спустошили сільську місцевість, спалили Сарпсборг й вирізали військові гарнізони.
1567 шведи продовжили напади на Норвегію, оточили замок Акерсгус (норв. Akershus) в Осло. Коли вони зазнали поразки, то повернулись на північ до Гедмарку й Опплану, спалили собор та зруйнували замок Гамаргус (норв. Hamarhus) у місті Гамар.

## Дії данців
Після настання весни здоров'я Еріка XIV погіршилось — у нього розвинулась шизофренія. Це паралізувало шведські збройні сили. Данці були виснажені та не проводили значних атак до жовтня, коли Рантцау вторгся до Смоланду та Естерйотланду з армією, що налічувала близько 8500 чоловік. Де тільки міг, він спалив усі поля й будинки, знищив всю худобу. Спроба відрізати шляхи його відступу через ліси Голаведен провалились й у середині лютого 1568 він повернувся до Галланду. Того ж року Еріка було скинуто з престолу, а у війні настала перерва.
Упродовж тих років були спроби досягнути мирної угоди між сторонами. Посередниками виступали герцоги Померанії, французький посланець та імператори Фердинанд I та Максиміліан II. Але Ерік XIV та Фредерік II не прагнули до укладення миру, тому всі зусилля були даремними.
1568 року шведський король Юхан III, який замінив брата на престолі, почав перемовини з Данією, та 18 листопада 1568 у Роскілле було укладено мир. Утім шведи відкинули угоду, і 1569 року війна відновилась. Данці атакували Варберг і 13 листопада захопили його. З іншого боку шведи не мали особливих успіхів у долинах Сконе (швед. Skåne).

## Мирні перемовини
До 1570 року обидві армії були виснажені, й це призвело до поновлення мирних перемовин. У вересні 1570 почались перемовини у Щецині, й 13 грудня було укладено Щецинський мир. Шведський король відмовився від претензій на Норвегію, Сконе, Галланд, Блекінге та Готланд, а данці цілковито відмовились від претензій до Швеції. Окрім того, Кальмарська унія оголошувалась анульованою.
Швеція за викуп у 150 000 ріксталерів отримала назад Ельвсборг.

## Наслідки
Імовірно, найважливішим наслідком війни було започаткування постійної армії у Швеції. Та війна, після якої Швеція у наступному столітті майже безперервно брала участь в інших війнах, створила військову міць, що зробила Швецію на певний період найвеличнішою військовою державою у північній Європі.
Війна, з її жахливими руйнуваннями та безглуздими людськими жертвами, посилила неприязнь між шведами й данцями, перетворила двоїсте до того ставлення норвежців до шведів на почуття страху та спровокувала спротив шведському впливу у Норвегії.